# Sidéro
Dans la mythologie grecque, Sidéro (en grec ancien Σιδηρώ / Sidêrố, « [celle qui est] en fer ») est la seconde épouse du roi Salmonée. Femme dure et méchante, elle maltraita Tyro, la fille de Salmonée et de sa première épouse Alcidicé. C'est Pélias, l'un des fils de Tyro, qui plus tard venge sa mère en tuant Sidéro dans le sanctuaire d'Héra,.

## références
1. ↑  Bibliothèque (Pseudo-Apollodore) d'Apollodore, 1.9.8
2. ↑  Sophocle, fr. 573